# Dexter Sol Ansell
Dexter Sol Ansell (nascido em 16 de setembro de 2014) é um ator mirim britânico.

## Carreira
Ele começou a atuar na novela britânica Emmerdale, interpretando o papel do filho de Jimmy King, Carl Holliday, entre janeiro e maio de 2016. Ele retornou a Emmerdale em junho de 2019, interpretando o filho de Dawn Taylor, Lucas Taylor, que continuou a interpretar até março de 2021.
Ele teve o papel do jovem Coriolanus Snow em Jogos Vorazes: A Balada dos Pássaros e das Serpentes. Ele apareceu na série The Midwich Cuckoos, na sitcom Hullraisers no Channel 4, e no filme de terror de 2023 The Moor. Ele também apareceu no filme da Netflix Christmas on Mistletoe Farm. Seus próximos projetos incluem o filme de Robert Zemeckis Here, e como Little Dan no filme de comédia familiar do Sky Cinema Robin and the Hoods.
Em abril de 2024, ele foi escalado para o papel principal de Aegon "Egg" Targaryen em A Knight of the Seven Kingdoms, escrito por George R. R. Martin e Ira Parker. É ambientado um século antes dos eventos de Game of Thrones e 72 anos após o início de House of the Dragon.